# 生松敬三
生松 敬三（いきまつ けいぞう、1928年2月12日 - 1984年5月24日）は、日本の哲学者・思想史家。元中央大学教授。

## 経歴
1928年、東京生まれ。旧制東京高等学校を経て、東京大学文学部哲学科卒業。同大学院修了。卒業後は東京大学東洋文化研究所に入り、後に中央大学へ移った。非常勤講師として東京大学大学院でも教えていたが、癌により1984年に死去。

## 研究内容・業績
- 1920～30年代を中心に、近代日本思想から20世紀西欧思想まで幅広く研究をおこなった。人文系専門書の翻訳も多数手がけた。
- 荒川幾男・小野二郎や、特に中央大学の同僚だった木田元と親しく共著・共訳も多い。

## 著書
- 『森鷗外　近代日本の思想家』東京大学出版会、1958年、新版1976年（UP選書）
- 『思想史の道標　近代日本文化の究明と展望』勁草書房、1965年
- 『社会思想の歴史　ヘーゲル・マルクス・ウェーバー』日本放送出版協会：市民大学叢書、1969年、新版1980年／岩波現代文庫、2002年
- 『近代日本への思想史的反省』中央大学出版部、1971年
- 『現代ヨーロッパの精神史的境位』福村出版、1971年
- 『現代日本思想史4　大正期の思想と文化』青木書店、1971年
- 『日本文化への一視角　思想史的考察』未来社、1975年
- 『人間への問いと現代　ナチズム前夜の思想史』日本放送出版協会〈NHKブックス〉、1975年
- 『現代思想の源流　1920年代への照射』河出書房新社、1977年
- 『現代を読む座標　1920-30年代思想の意味』西田書店、1979年
- 『ハイデルベルク　ある大学都市の精神史』TBSブリタニカ、1980年／講談社学術文庫、1992年
- 『二十世紀思想渉猟』青土社、1981年、新版1990年／岩波現代文庫、2000年
- 『両大戦間のヨーロッパ　人間の世界歴史13』三省堂、1981年
- 『転形期としての現代』人文書院、1983年
- 『書物渉歴 1・2』（木田元編・解説）、みすず書房、1984年

## 編著
- 『近代日本社会思想史大系 1・2』（古田光・作田啓一と共編）、有斐閣、1968年、オンデマンド版2004年
- 『近代日本思想史』全5巻、青木書店、1971年
- 『近代日本思想史』（荒川幾男と共編）有斐閣双書、1973年
- 『西洋哲学史の基礎知識-西洋哲学の形成と展開』（伊東俊太郎・岩田靖夫・木田元共編）、有斐閣ブックス、1977年
  - 『概念と歴史がわかる 西洋哲学小事典』 ちくま学芸文庫、2011年
- 『思想史』（中村雄二郎・田島節夫・古田光と共編）東京大学出版会、1965年、第二版1977年
- 三宅雪嶺・芳賀矢一『日本人論』 冨山房百科文庫、1977年。編・解説
- 木田元との対話『現代哲学の岐路-理性の運命』 中公新書、1976年／講談社学術文庫、1996年

## 訳書
- マイネッケ『近代史における国家理性の理念』（菊盛英夫と共訳）みすず書房、1960年、新版1976年、1989年
- モールス『性の世界史』（高橋義孝・中野孝次と共訳）新潮社、1960年
- ヒューム『人間本性論及び序論　第3巻』（山崎正一と共訳）河出書房、1955年
- ラッセル『哲学入門』角川文庫、1965年、新版1984年
- ルカーチ『若きヘーゲル』（元浜清海・木田元と共訳）、白水社「著作集 10・11」、1968-1970年、単行版、1998年
  - ルカーチ『理性の破壊』（暉峻凌三・飯島宗享と共訳）「著作集 12・13」
  - ルカーチ『実存主義かマルクス主義か』（城塚登と共訳）岩波書店、1969年
- レヴィ=ストロース『構造人類学』（荒川幾男・川田順造・佐々木明・田島節夫と共訳）みすず書房、1972年
- アルフレッド・シュミット『フランクフルト学派　「社会研究誌」その歴史と現代的意味』青土社、1975年
- スチュアート・ヒューズ『意識と社会　ヨーロッパ社会思想』みすず書房、1965年、改訂1970年
  - 『ふさがれた道　失意の時代のフランス社会思想』みすず書房、1970年
  - 『大変貌　社会思想の大移動』みすず書房、1978年。各・荒川幾男と共訳、新版1999年
- アイザイア・バーリン『歴史の必然性』（旧版・みすず書房、1966年）、『二つの自由概念』、『政治理論はまだ存在するか』
  - 『自由論』に収録。みすず書房、新版1979年、2000年、2018年ほか
- カトリーヌ・バケス編『ヘーゲル哲学の諸問題』（共訳・現代思想叢書）青土社、1976年
- オルテガ『哲学とは何か』白水社「著作集 6」、1970年、新版1998年ほか
- バウムガルテン『マックス・ヴェーバー　人と業績』福村出版、1971年
- カール・シュミット『陸と海と-世界史的一考察』（前野光弘と共訳）慈学社出版、新版2006年
- ショーペンハウアー『根拠律の四つの根について』（金森誠也と共訳）、白水社「全集1」、1972年、復刊1996年ほか
- クルティウス『読書日記』みすず書房、1973年、新版1992年
- トーピッチュ『イデオロギーと科学の間　社会哲学』未来社、新版1985年
- マックス・ウェーバー『宗教社会学論選』（大塚久雄と共訳）みすず書房、新版1980年
- ガンサー・S・ステント『進歩の終焉-来るべき黄金時代』（渡辺格・柳澤桂子と共訳）みすず書房、1972年、新版2011年
- マルクーゼ『一次元的人間』（三沢謙一と共訳）河出書房新社、1974年、新版1980年
  - 『美的次元 他』河出書房新社、1981年
  - 『反革命と叛乱』河出書房新社、1975年
- カッシーラー『ジャン＝ジャック・ルソー問題』みすず書房、1974年、新版2015年
  - 『シンボル形式の哲学1』（木田元と共訳）、岩波文庫（全4冊）、1989年
- ゲオルク・ジンメル『風景の哲学』 筑摩書房「世界批評大系3」
  - 『歴史哲学の諸問題』（亀尾利夫と共訳）、白水社「著作集1」、1977-1981年、新版2004年ほか
  - 『哲学の根本問題・現代文化の葛藤』、白水社「著作集6」
  - 『橋と扉』（共訳）、白水社「著作集12」
- H・G・シェンク『ロマン主義の精神』（塚本明子と共訳）、みすず書房、1975年
- フロイト『機知-その無意識との関係』、人文書院「著作集」
  - 『書簡集』（井村恒郎と共訳）、同上
  - 『自叙・精神分析』 みすず書房　1978年、新版・みすずライブラリー、1999年
- ハンス・ブルーメンベルク『光の形而上学-真理のメタファーとしての光』（熊田陽一郎と共訳）朝日出版社、1979年
- H・G・ウェルズ『影のなかのロシア』（浜野輝と共訳）みすず書房、1978年
- ジョージ・スタイナー『マルティン・ハイデガー』岩波書店・岩波現代選書、1980年／岩波同時代ライブラリー、1992年／岩波現代文庫、2000年
- 土肥美夫ほか『ブルーノ・タウトと現代 「アルプス建築」から「桂離宮」へ』、岩波書店、1981年